# Arholmen
Ne doit pas être confondu avec Arholmen (Bømlo) ou Arholmen (Fitjar).
Arholmen est une île norvégienne du comté de Hordaland appartenant administrativement à Mathopen.

## Description
Couverte d'arbres et entourée d'une côte rocheuse, elle s'étend sur environ 143 m de longueur pour une largeur approximative de 119 m. Un barrage la relie au continent et forme une petite crique sur sa côte est. 